# Kazuya Oizumi
Kazuya Oizumi (大泉 和也 Oizumi Kazuya?), född 19 juni 1991 i Kanagawa prefektur, är en japansk fotbollsspelare.
Oizumi började sin karriär 2014 i YSCC Yokohama.